# Josefa Vicent
Josefa Vicent Riesgo (* 7. Mai 1950 in Barcelona, Spanien) ist eine ehemalige  uruguayische Leichtathletin, die neun Medaillen bei Südamerikameisterschaften gewann, darunter drei Goldmedaillen. Sie war die erste Südamerikameisterin im 400-Meter-Lauf.

## Sportliche Laufbahn
Bei den Südamerikameisterschaften 1967 in Buenos Aires erreichte Josefa Vicent das Finale im 200-Meter-Lauf und belegte in 25,2 Sekunden den vierten Platz. Mit der 4-mal-100-Meter-Staffel gewann sie die Silbermedaille. 1968 startete sie bei den Olympischen Spielen in Mexiko-Stadt im 100-Meter-Lauf, im 200-Meter-Lauf und im 400-Meter-Lauf, schied aber jeweils in der ersten Runde aus.
1969 bei den Südamerikameisterschaften in Quito gewann Vicent über 100 und 200 Meter jeweils die Silbermedaille hinter der Brasilianerin Silvina Pereira. Im erstmals ausgetragenen 400-Meter-Lauf siegte sie in 56,1 Sekunden mit über einer Sekunde Vorsprung auf die Argentinierin Melania Fontanarrosa. Zwei Jahre später fanden die Südamerikameisterschaften in Lima statt. Vicent verteidigte in 54,9 Sekunden ihren 400-Meter-Titel mit zwei Sekunden Vorsprung auf die Kolumbianerin Elsy Rivas. Zusätzlich siegte sie über 200 Meter in 24,4 Sekunden und belegte über 100 Meter und mit der Sprintstaffel jeweils den dritten Platz. Auch an den Panamerikanischen Spielen 1971 nahm Vicent teil.
Bei den Olympischen Spielen 1972 in München schied sie über 200 Meter und über 400 Meter jeweils im Vorlauf aus. 1974 bei den Südamerikameisterschaften in Santiago de Chile erreichte sie über 200 Meter den achten Platz und kam im 400-Meter-Finale nicht ins Ziel, mit der erstmals ausgetragenen 4-mal-400-Meter-Staffel belegte sie den vierten Platz. Ihre letzte Medaille gewann sie im Jahr darauf bei den Südamerikameisterschaften in Rio de Janeiro. Nachdem sie über 200 Meter den fünften Platz belegt hatte, gewann sie mit der 4-mal-400-Meter-Staffel die Bronzemedaille, wobei mit Alicia Vicent auch ihre Schwester in dieser Staffel lief.
Bei einer Körpergröße von 1,63 Meter betrug ihr Wettkampfgewicht 58 Kilogramm. 

## Bestleistungen
- 100-Meter-Lauf: 11,8 Sekunden (1969)
- 200-Meter-Lauf: 24,4 Sekunden (1971)
- 400-Meter-Lauf: 54,9 Sekunden (1971)